# Ramones
I Ramones sono stati un gruppo musicale punk rock statunitense formatosi a Forest Hills, nel Queens (New York), nel marzo del 1974.
Considerati una delle band più influenti di sempre, i Ramones sono stati tra i fondatori del movimento punk rock, genere del quale sono considerati una delle band più rappresentative.
Tra il 1974 ed il 1996 i Ramones eseguirono 2.263 concerti, con una media di due concerti a settimana. Nel 1996, con più di dieci album alle spalle, il gruppo si sciolse. I quattro membri originari, Joey, Dee Dee, Johnny e Tommy, morirono nei due decenni successivi.
I loro unici dischi d'oro sono stati la raccolta Ramones Mania ed il DVD del 2004 Ramones: Raw. L'apprezzamento per il gruppo ha avuto un rilancio intorno al 2000: a partire da quel momento gli album della band compaiono regolarmente nelle liste dei "migliori di tutti i tempi" in molte riviste musicali autorevoli, come Rolling Stone, che nel 2003 ha posto la band al 26º posto nella sua classifica dei 100 migliori artisti musicali di sempre o Mojo. Nel 2002 la rivista Spin Magazine ha descritto i Ramones come la seconda più grande band rock and roll della storia, dopo i Beatles.
Il 18 marzo del 2002 i Ramones sono stati inseriti nella Rock and Roll Hall of Fame.

## Storia del gruppo
(Joe Strummer)

### Le origini (1972 - 1974)

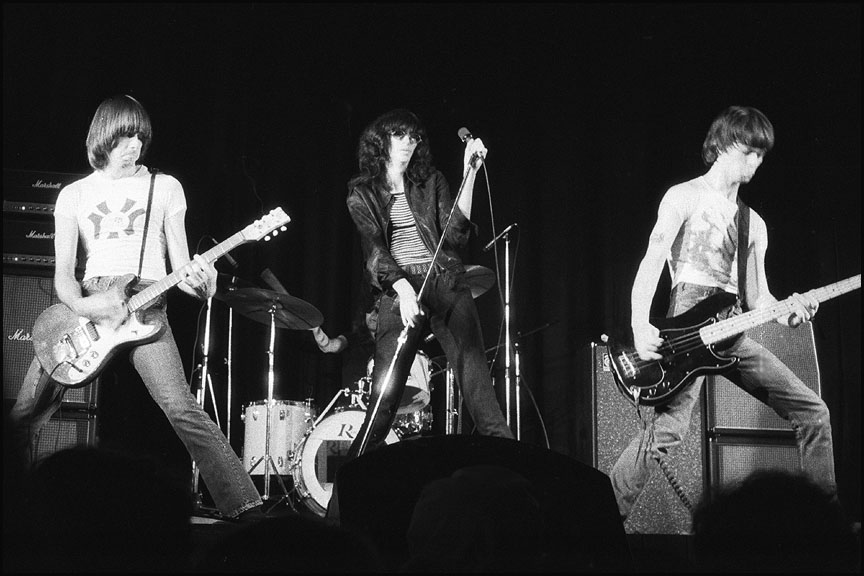
I Ramones nel 1976.

Pur facendo parte a pieno titolo della scena punk, i Ramones iniziano la loro attività un paio di anni prima, precorrendo tutti gli altri gruppi storici, Sex Pistols e Clash sopra tutti.
I componenti della prima formazione avevano già compiuto le loro classiche esperienze musicali giovanili: Joey Ramone (Jeffrey Ross Hyman) si diletta alla batteria, ma canta in un gruppo di nome Sniper che prova nello scantinato della galleria d'arte della madre di Joey, in Queens Boulevard; Johnny Ramone (John Cummings) suona il basso con i Tangerine Puppets, insieme al chitarrista Tommy Ramone (Tamás Erdélyi); Dee Dee Ramone (Douglas Glenn Colvin) ha già avuto le proprie esperienze, definite da lui stesso 'brutte', con altri gruppi.
Dee Dee si ricordava di un giorno in cui andò a vedere Joey con gli Snipers in un concerto a Manhattan dove c'erano anche i Suicide.
(Dee Dee Ramone)
Tommy suona poi con i Butch, con Jeff Salem alla voce e Monte Melnick, che anni dopo diventerà il tour manager dei Ramones, al basso; con loro suona anche Harry, il batterista dei Dorian Zero. Melnick entrerà successivamente nei Thirty Days Out, gruppo country con cui registrerà due album nei primi anni settanta. Lo scioglimento dei Thirty Days Out porta Melnick a diventare socio di Tommy, che gestisce una sala prove sulla 20ª Strada, il Performance's Studio, vicino al Max's Kansas City. Dopo lo scioglimento dei Tangerine Puppets, Johnny e Tommy restano sempre in contatto e Tommy si meraviglia continuamente del fatto che il suo amico non faccia parte di alcuna rock band, dato il suo carisma e la sua forte personalità. Poco dopo Tommy si compiacerà di ricevere una telefonata in cui Johnny lo avvisa dell'acquisto di una chitarra Mosrite blu per lui e di un basso Danelectro per Dee Dee, che nel frattempo ha conosciuto il futuro chitarrista del gruppo. E fissarono un appuntamento per formare una band. Joey venne chiamato grazie a Dee Dee, il quale dopo averlo visto in concerto era rimasto affascinato dal suo stile.
Si incontrano a casa di Johnny, con Dee Dee, Tommy, Joey ed un altro ragazzo, Richie Stern, seconda chitarra, che presto abbandonò la scena perché non riusciva a stare al passo con gli altri, ma che fu da allora conosciuto come Ritchie Ramone. Il 30 marzo del 1974 i Ramones ottengono il loro primo ingaggio al Performance's Studio, grazie a Tommy e Monte Melnick. Spediscono loro stessi i volantini pubblicitari e la formazione, su indicazione di Tommy, vede Johnny alla chitarra, Joey alla batteria e Dee Dee al basso ed alla voce. Il biglietto costa due dollari e prendono parte all'evento una trentina circa di spettatori, nonostante negli anni successivi molte persone (più o meno famose) sostengano di essere stati presenti all'evento. Al secondo concerto della band, invece, non andò nessuno.
Monte Melnick si arrabbia per lo scarso risultato ottenuto, ma acconsente comunque al proseguimento delle prove. Intanto il gruppo suona anche le canzoni scritte da Joey molto tempo prima, come Here Today, Gone Tomorrow e I Don't Care; secondo Dee Dee Ramone, diventa lui il cantante "perché conosceva le parole". Ma la versione di Tommy è un'altra ed è collegata al fatto che Dee Dee non riesce a cantare ed a suonare contemporaneamente e che diventa rauco dopo poche canzoni. Con Joey alla voce, manca solo il batterista. Ci sono stati mesi di inutili audizioni infruttuose perché si sono presentati solo ragazzi in grado di suonare la batteria con uno stile heavy metal, che non era quello che Joey, Dee Dee e Johnny stavano cercando. Un giorno non si presenta nessuno e così gli altri membri della band chiedono a Tommy di provare a suonare la batteria. Tommy si convince così a diventare il percussionista del gruppo, lasciando il ruolo di primo manager e inventando il suo stile di batteria in 4/4, dettando così il ritmo alle canzoni che Joey e Dee Dee stanno scrivendo. È sempre stato Tommy a capire che Joey sarebbe stato meglio come prima voce. La prima canzone è stata Judy Is a Punk, scritta presso lo scantinato della galleria d'arte della madre di Joey, in Queens Boulevard, dove la band inizialmente provava.

### La nascita dei Ramones (1974 - 1976)

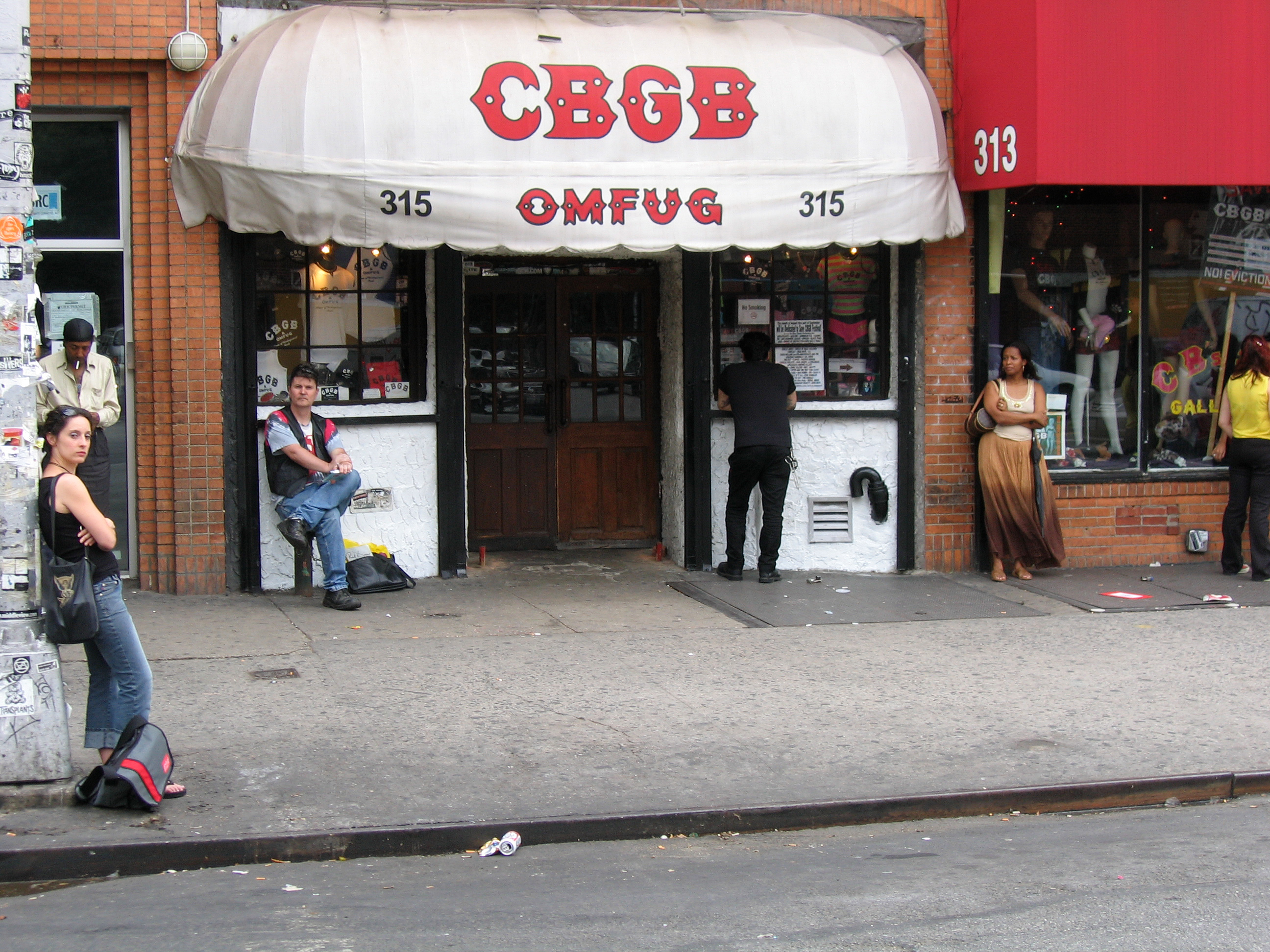
Il club CBGB dove i Ramones iniziarono la loro carriera musicale

Il gruppo iniziò a farsi conoscere come The Ramones ed ogni componente scelse Ramone come cognome d'arte per dare maggior compattezza, come veri fratelli senza esserlo. È quasi certo che l'idea sia stata di Dee Dee, che si ispirò allo pseudonimo usato da Paul McCartney durante la prima tournée in Scozia, Paul Ramone, anche se alcune fonti affermano che si facesse chiamare Paul Ramon. L'identità del gruppo era rafforzata dal look, identico per tutti: giubbotti di pelle nera, jeans stracciati, t-shirt e scarpe da ginnastica.
Generalmente, chi è alle prime armi inizia arrischiando reinterpretazioni di gruppi già famosi. Ma le capacità tecniche dei Ramones erano talmente limitate da rendere impercorribile questa strada. Suonarono dunque, sin dall'inizio, brani scritti da loro stessi ed adatti ai loro limiti, con testi spesso autobiografici, oppure ironici, divertenti e privi di significati politici.

Il concerto successivo alla disastrosa prova al Performance's Studio si tenne il 16 agosto 1974 al CBGB's-OMFUG (Country Blue-Grass Blues - Other Music For Uplifting Gourmandizers), più o meno Altra musica per aspiranti ghiottoni), un locale al 315 di Bowery Street a Manhattan, inaugurato nel dicembre 1973 e che diventò in breve la mecca per tutti i gruppi emergenti di New York, assieme al Max's Kansas City. La prima serata al CBGB's dei Ramones fu organizzata da Tommy, alla batteria da poche settimane; suonarono anche i Blondie (all'epoca si chiamavano ancora Angel and the Snake), e i Savage Voodoo Nuns. Il gruppo non si sentiva pronto, ma lo show andò bene.
(Dee Dee Ramone)
Legs McNeil, il futuro cofondatore della rivista Punk (nel 1976), era presente al concerto e descrisse così il loro show:
(Legs McNeil)
Il locale poteva contenere al massimo un centinaio di persone, ma quella sera non erano più di una decina. Il gruppo tornò al CBGB's anche più di una volta alla settimana, fino alla fine dell'anno. Dallo scarso pubblico, inizialmente composto più o meno dal barista, dal suo cane e da qualche avventore, si passò al 'tutto esaurito', con la presenza tra il pubblico di personaggi come Andy Warhol e menzioni ammirate di star già affermate come Lou Reed. Ma le esibizioni continuarono ad essere sempre brevissime: la band, dopo aver esaurito i pezzi a disposizione, ricominciava dall'inizio una, due, tre volte. Capitava che si fermassero a discutere e litigare tra loro e dopo il «One, two, three, four» di Dee Dee che ognuno iniziasse un pezzo diverso.

La fama dei Ramones continuò a crescere ed arrivò il momento di suonare fuori dal CBGB's. Il battesimo del fuoco avvenne al Palace Theatre di Waterbury, nel Connecticut, come spalla non prevista di Johnny Winter. Il pubblico non conosceva i Ramones, e soprattutto non conosceva il loro tipo di musica.
(Tommy Ramone)
 Quello fu il primo di una serie di concerti difficili e terribili, con un pubblico ostile. Ma dal settembre 1975 in poi, alcune testate autorevoli come Rolling Stone ed il Village Voice si accorsero di loro, e iniziò l'uscita di recensioni positive anche da parte di chi li aveva snobbati. I Ramones iniziarono a farsi un nome.
Nel settembre del 1975 i demo di Judy Is A Punk e di I Wanna Be Your Boyfriend furono incisi ai 914 Studios, in compagnia di Marty Thau, futuro manager dei New York Dolls e fondatore dell'etichetta discografica Red Star, per cui registrarono anche i Suicide. Thau sapeva che il quartetto era già stato visionato dalla Sire Records e prese contatto con Craig Leon. A Leon le incisioni piacquero, e le fece immediatamente ascoltare anche a Seymour Stein: i possibili dubbi sulle capacità del gruppo svaporarono in cinque minuti. La decisione di incidere il primo album era presa: i Ramones firmarono il contratto con la Sire Records, di Seymour Stein e Richard Gottehrer. Seymour però non era contento che nella canzone Today Your Love, Tomorrow The World ci fosse la frase "I'm a nazy baby". Chiese alla band di cambiare il passaggio ma i Ramones rifiutarono perché non volevano compromettersi. Neanche Stein insistette molto, perché considerava la Sire Records come una etichetta discografica che non imponeva restrizioni. Il 2 febbraio del 1976 s'iniziò quindi la registrazione di Ramones.

### La trilogia deiFast Four(1976 - 1978)

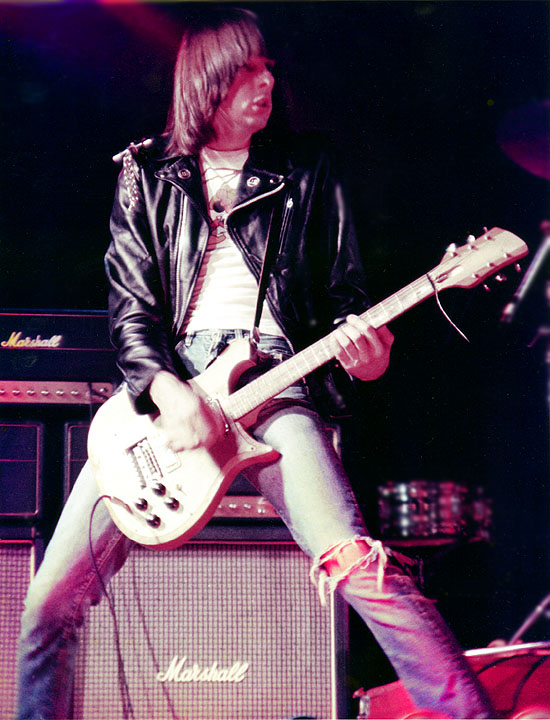
Johnny Ramone nel 1977 in Canada.

Le registrazioni di Ramones furono concluse il 19 febbraio del 1976 con un budget di soli 6.000 $.Presentato nel mese di aprile dello stesso anno e pubblicato il 23, nel corso della prima settimana vendette più di cinquemila copie, raggiungendo la posizione numero 111 nella US Album Chart. Comprendeva già molti dei loro pezzi forti, come Blitzkrieg Bop, Beat on the Brat e Judy is a Punk.
L'album fece la gioia dei formalisti; il mixaggio era semplice, ma indovinato: un ritmo di batteria minimale (su ambedue i canali) forniva la struttura di base per i testi, cantati mangiando le parole (al centro); il basso scandiva sia la melodia, sia le impercettibili variazioni del ritmo (a sinistra) ed il suono della chitarra (a destra) non era altro che una distorta trama ritmica.
Marc Bell, batterista dei Voidoids, descrisse così l'album in un'intervista, dopo che lo aveva sentito per la prima volta:
(Marc Bell)

Dice il critico musicale Jon Savage: 
 Le recensioni sono molto buone, ma a parte l'impatto iniziale, le vendite non risultarono proprio clamorose e a causa della reputazione della band molti promoter erano ancora riluttanti ad organizzare concerti per loro. L'impatto fu molto più grande in Inghilterra, dove l'album raggiunse il numero uno delle classifiche di vendita dei dischi di importazione, anche grazie ai passaggi regolari sullo show serale di Radio 1 di John Peel. Un critico inglese li saluta come «i salvatori del rock 'n' roll».
L'album successivo, Leave Home, fu pronto in pochissimo tempo, e venne pubblicato nel gennaio del 1977. Ma si rivelò un grande album nelle intenzioni, meno nella sostanza; pur contenendo alcuni dei migliori pezzi mai scritti dal gruppo, risultò piuttosto carente in fase di produzione, colpa forse anche di Tony Bongiovi (un cugino di Jon Bon Jovi), il nuovo produttore, che poco aveva a che spartire con quel suono così granitico. A testimonianza dell'estrema validità del materiale, è bene ricordare che quando il gruppo propose dal vivo i pezzi contenuti in Leave Home, il risultato fu grandioso.
I Ramones si ritagliarono uno spazio molto importante nella scena del periodo, il che li costrinse a darsi una veste più professionale, cercando di ridurre al minimo tutti gli screzi fra i membri; i tour si fecero sempre più intensi e frenetici ed aumentò il tempo passato in viaggio da un posto all'altro, «sempre in furgone», come ha ricordato Eddie Vedder dei Pearl Jam in occasione del discorso di investitura per l'ingresso dei Ramones nella Rock and Roll Hall of Fame. Il 21 agosto del 1977 iniziarono le registrazioni del terzo album, Rocket to Russia, che completò la cosiddetta 'trilogia dei Ramones'. Il terzo album è considerato quello più riuscito dal punto di vista tecnico: un vinile che consentì al gruppo di entrare nella Top-50 degli Stati Uniti.

### L'abbandono di Tommy,Road to Ruin,End of the Century(1978 - 1981)

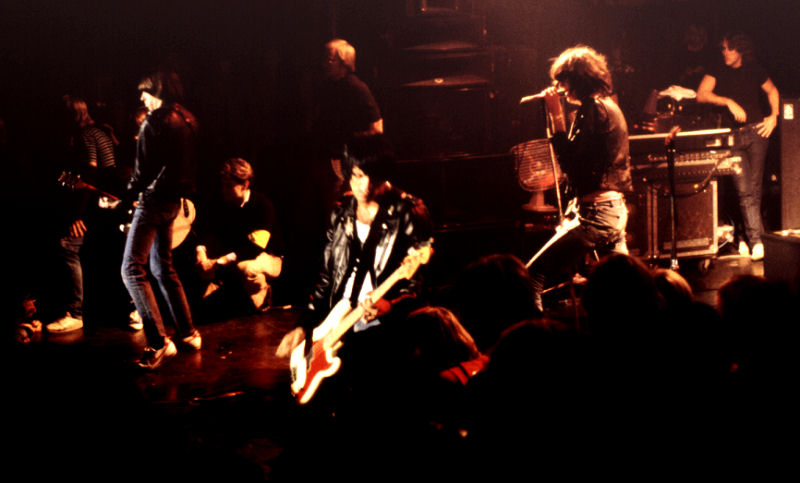
I Ramones ad Oslo nel 1981

La fama dei Ramones cominciò a crescere notevolmente oltreoceano, soprattutto in Inghilterra, grazie ad una serie di concerti effettuati a partire dal 4 luglio 1976 (i quali saranno fonte d'ispirazione per vari gruppi punk inglesi, come i Clash, i Sex Pistols, i Damned, i Buzzcocks ed i Pretenders).
Joe Strummer in un'intervista ha descritto così i loro concerti:
(Joe Strummer)
Dopo l'ultima esibizione inglese al Rainbow Theatre di Londra il 31 dicembre 1977 che portò alla registrazione dell'album live It's Alive, il gruppo inaugurò il 1978 con un grande concerto a casa loro, al Palladium di New York. La maggior parte della critica era ormai convinta, ma c'era ancora qualcuno che sembrava non farsi impressionare troppo; una recensione sul 'New York Time' definì i Ramones "uno scherzo di cui la gente si stancherà molto presto".
Non vi è alcun dubbio sul fatto che i concerti dal vivo giochino un ruolo determinante per la fama della band. Ma gli ingaggi rimasero ancora troppo bassi e la maggior parte dei guadagni dovette essere reinvestita in nuove attrezzature. Il 'salario' pro capite ammontava a circa centoventicinque dollari alla settimana, ma la tossicodipendenza di Dee Dee ne costava cento al giorno. In questo periodo cominciò a crescere anche l'invidia più o meno palese nei confronti dei Sex Pistols, i quali sembravano riscuotere maggior successo, vendendo più dischi e guadagnando molto di più dei Ramones.
Joey disse:
(Joey Ramone)
Ma di lì a poco i Pistols si scioglieranno.
I concerti dal vivo rappresentavano una tappa fondamentale nella storia del gruppo, ma andare in tournée era molto faticoso e Tommy iniziava a sopportare di malgrado questa situazione soprattutto perché non veniva considerato un vero Ramone.
Tommy aveva uno stile di vita troppo distante dagli altri membri della band: era una persona molto più tranquilla.
Lui stesso si vedeva da una parte come un passeggero dentro il furgone con cui giravano il mondo, non considerato e schernito, invece dall'altra si vedeva con grandi prospettive per un'attività di produttore musicale, attività che gli è sempre interessata e piaciuta.
Dee Dee disse relativamente al suo stile di vita:
(Dee Dee Ramone)

Dopo aver registrato It's Alive e definito il mixaggio, Tommy decise di dedicarsi unicamente al ruolo di co-produttore, abbandonando la batteria il 4 maggio 1978. Venne sostituito da Marky Ramone (Marc Bell), chiamato nella band da Johnny perché lo conosceva già e per lui era un batterista eccellente. A proposito dell'abbandono di Tommy, Dee Dee disse: 
 In pochissimo tempo Marky fu pronto e le registrazioni di Road to Ruin iniziarono poco dopo, con Tommy nel ruolo di produttore. L'intenzione della band era quella di fare un album che riuscisse ad ottenere un buon successo commerciale.
Road to Ruin presentò inaspettate aperture acustiche ed una reinterpretazione di Needles and Pins, canzone scritta da Sonny Bono e Jack Nitzsche per i Searchers. I commenti della critica sono però discordanti. Scott Isler, su Trouser Press parla di "disco blasfemo, che segna la caduta dei Ramones", mentre Robert Christgau del Village Voice lo definisce "opera della maturità". Il pubblico accolse discretamente l'album, le cui prime mille copie erano su vinile giallo.
Tommy di quest'album disse che se non fosse riuscito ad ottenere un buon successo, i Ramones non sarebbero mai riusciti a vendere. La casa discografica però faticava a venderlo e non riuscì ad ottenere il successo sperato.
L'album End of the Century uscì nel gennaio del 1980 ed ancora oggi è forse l'album più controverso della band e quello più odiato dai fan. Le chitarre taglienti c'erano ancora; Phil Spector, il nuovo produttore, le "lucidò" un po' di più scontrandosi con il suo Wall of Sound e diede loro una nuova musicalità per poter ottenere un maggior successo commerciale. La rivista Time lo decretò miglior disco dell'anno ed End of the Century divenne l'album più venduto per il quartetto di New York, raggiungendo la posizione numero 44 nelle classifiche statunitensi.
Per Johnny fu un incubo l'intro iniziale di chitarra di Rock 'n' Roll High School: Phil Spector glielo fece rifare molte volte non ritenendolo adeguato, nell'ordine di 50-60 volte.
Johnny fu più volte sul punto di abbandonare la sala di registrazione ma alla fine decise di rimanere e di completare l'album.
End of the Century rappresenta la tipica musica pop punk che Joey ha sempre amato. Johnny non era invece soddisfatto dell'album: per lui il suono della band doveva rimanere il più possibile simile e fedele a quello del primo album della band, Ramones. Di quest'album disse:
Ma i cambiamenti in questo periodo non furono solo musicali. I rapporti fra i componenti si fecero piuttosto tesi, a causa soprattutto della forte personalità di Johnny che cercò fin dall'inizio di colmare il vuoto lasciato da Tommy.
Dee Dee di questo disse:
(Dee Dee Ramone)

### Pleasant Dreams,Too Tough to Die(1981 - 1984)

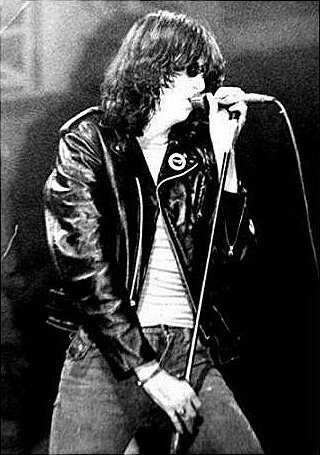
Joey Ramone negli anni ottanta

Dopo End of the Century i Ramones entrarono in una sorta di crisi di identità. I tempi erano cambiati: si cominciò ad assistere ad un continuo cambio generazionale delle punk-band storiche, solo i Clash erano sulla cresta dell'onda grazie ad un album come London Calling, mentre cresceva una folta schiera di gruppi new wave. La crisi dei Ramones proseguì anche nel corso del 1981, anno in cui fu pubblicato l'ennesimo album, Pleasant Dreams, un lavoro molto incerto anche per via di una produzione sbagliata. Secondo la critica, mancava completamente un filo conduttore e quella potente melodia che li caratterizzava fino ad End of the Century. Nessun brano riesce ad uscire dalla mediocrità. Le reazioni della stampa furono pessime ed il gruppo ne risentì tantissimo. Johnny rimase molto colpito, ma quello che lo preoccupava maggiormente era la direzione in cui stava andando la band, con il rischio di perdere il rispetto dei fans e di parte della critica così faticosamente conquistato. Le tensioni fra i membri della band aumentano, soprattutto fra Joey e Johnny, le quali culminarono nella canzone The KKK Took My Baby Away.
Il KKK si riferisce all'orientamento politico di Johnny, noto repubblicano (mentre Joey era democratico), che lo portò a dare una connotazione autoritaria, quasi militare alla band.
Johnny all'inizio tradiva la sua ragazza di allora per vedere Linda, l'ex ragazza di Joey.
Quando voleva vedere una delle ragazze, era solito scusarsi con il fatto che doveva visitare suo zio a Filadelfia.
Johnny alla fine sposò Linda, e di conseguenza le sue relazioni con Joey divennero molto tese, arrivando ad una totale incomunicabilità.
La produzione del disco successivo venne affidata a Richie Cordell ed a Glen Kolotkin; nel 1983 uscì Subterranean Jungle, che mostrò un piccolo passo nella direzione giusta.
Ma a causa dei suoi abusi alcolici, che avevano portato la band a saltare un concerto, Marky fu allontanato ed al suo posto arrivò Richie Ramone (Richard Reinhardt).
Richie Ramone, sulle audizioni per entrare nella band disse:
(Richie Ramone)

Mentre il gruppo era impegnato nell'inserimento del nuovo batterista, nell'agosto del 1983 durante una lite con Seth Macklin della band Sub Zero Construction, Johnny fu colpito da un calcio alla testa e ricoverato in ospedale, dove subì un delicato intervento chirurgico. Il gruppo fu costretto a fermarsi. Il chitarrista tornò solo qualche mese più tardi con il cranio completamente rasato e per diverso tempo portò un cappellino da baseball.

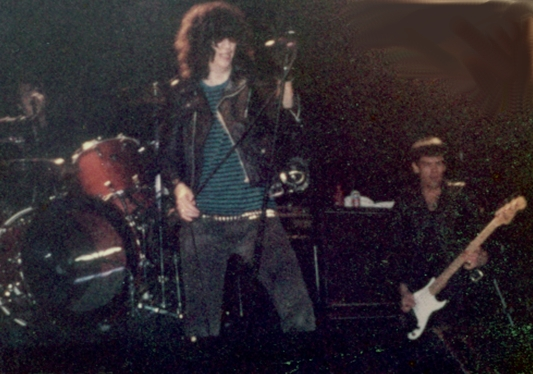
Joey Ramone e Dee Dee Ramone in concerto a Seattle nel 1983

Questo incidente ricompattò i Ramones, che iniziarono anche a portare le rispettive compagne in tour, con non pochi problemi. La ritrovata fiducia ed una nuova ventata di creatività riportarono nuovamente i membri del gruppo in sala d'incisione, dove ritrovarono Ed Stasium e Tamás Erdélyi (Tommy Ramone) alla produzione. Nel 1984 uscì Too Tough to Die, il quale è considerato come: 
Per la prima volta, dai testi traspare anche un certo impegno politico che denota una crescita fino a quel momento tenuta ai margini della loro musica. Jim Faber del 'New York Daily News' definisce Too Tough to Die come il disco dei Ramones più ricco di emozioni dai tempi di Road to Ruin, ed uno dei dischi più belli dell'anno.
Il nome dell'album e dell'omonima canzone (Troppo duro per morire) deriva dall'incidente occorso a Johnny, che mise in serio pericolo la sua vita.

### Animal Boy,Halfway to Sanity(1984 - 1988)
L'album Animal Boy uscì nel 1986 e ricevette grandi riconoscimenti; vinse il premio "New York Music Award" come miglior album e come miglior singolo, con la canzone My Brain Is Hanging Upside Down (Bonzo Goes to Bitburg); il singolo Something To Believe In, sfiorò l'Oscar come miglior video clip, superato solo da Sledgehammer di Peter Gabriel. Il videoclip inizia con un certo Ken Senomar (Ramones letto al contrario) che spiega che cos'è il Ramones Aid; in pratica, si trattò di una presa in giro di Hands Across America, grande evento caritatevole dell'epoca, del quale tutti i più grandi artisti erano desiderosi di far parte; nel video è possibile vedere i Ramones che cantano tenendosi per mano ai loro amici, tra i quali B-52's, Afrika Bambaataa, Cheap Trick, Ted Nugent, Sparkes, X e Circle Jerks.

Sulle colonne del "New York Times", Jon Pareles accoglie con favore Animal Boy. Disse Joey: 
Dai tempi dei It's Alive, questo è l'album che secondo molti esperti è meritevole di maggior attenzione, anche se non sono mancate le critiche, come quella di Robert Christgau sul "Village Voice".
My Brain Is Hanging Upside Down (Bonzo Goes to Bitburg) doveva originariamente essere intitolata Bonzo Goes to Bitburg nella release americana, ma il chitarrista
Johnny Ramone, repubblicano, insistette perché My Brain Is Hanging Upside Down fosse il titolo principale e che il termine Bonzo Goes to Bitburg che ricollegava al presidente Ronald Reagan ed a una sua discussa visita ad un cimitero di soldati tedeschi a Bitburg, nell'ovest della Germania, fosse scritto fra parentesi.
Per promuovere Animal Boy prese il via un altro tour, che si rivelò tra i migliori della carriera del quartetto di New York. Non venne a mancare però il tempo per scrivere nuovo materiale, che confluì di lì a poco nell'ennesimo album. Nel settembre del 1987 uscì Halfway to Sanity, contenente canzoni che gli stessi Ramones giudicarono eccellenti. Secondo Joey si tratta del loro miglior disco di sempre; per Johnny invece è inferiore solo a Rocket to Russia.
Anche se per la maggior parte della critica le cose stavano diversamente; l'album viene ritenuto qualitativamente inferiore ad Animal Boy, superbo solo in qualche episodio, come I Wanna Live e Bop `Til You Drop. Mancano comunque canzoni-faro come nell'album precedente. Per la prima volta il gruppo si trovò in compagnia del giovane produttore Daniel Rey, reclutato per l'occasione da Johnny per poter risparmiare sulle spese.
Daniel Rey è un altro prodotto del mondo-Ramones. In un'intervista dichiara che all'età di quattordici anni un suo amico gli portò una serie di dischi nuovi, tra cui Uriah Heep, Head East, Dictators e Ramones; dopo aver notato la copertina del primo album dei Ramones ascoltò il disco e rimase sorpreso: nessun assolo ed una elevata velocità d'esecuzione, come i New York Dolls. Il giovane Daniel ascoltò anche gli altri dischi, ma dopo un po' non fu in grado di ascoltare nient'altro: tutto ad un tratto la sua collezione di dischi era diventata obsoleta. Daniel Rey, oltre a fare il produttore, è già stato anche coautore di numerose canzoni, lavorando soprattutto in coppia con Dee Dee.
Poco prima dell'uscita dell'LP Halfway to Sanity, Richie lasciò il gruppo poiché non era considerato membro della band a tutti gli effetti, dal momento che non riceveva soldi per la vendita del merchandise.
In tutta fretta venne chiamato a sostituirlo Elvis Ramone (Clem Burke), già batterista dei Blondie. Il suo stile però non riuscì a stare dietro alla velocità del gruppo e così rimase solo per due concerti, alla fine del mese di agosto del 1987. Il suo posto fu preso un'altra volta da Marky Ramone (Marc Bell), richiamato da Johnny Ramone dopo un periodo di disintossicazione dall'alcool.
Era tornato più in forma che mai e continuò a suonare nella band fino allo scioglimento.

### Ramones Mania,Brain Drain, l'abbandono di Dee Dee (1988 - 1990)

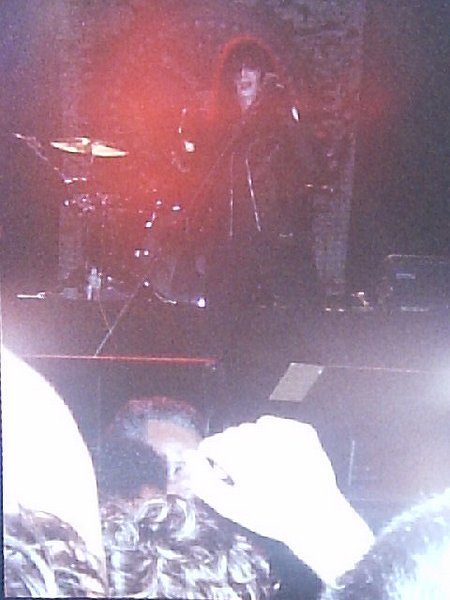
Joey Ramone in concerto con la band a Porto Alegre nel 1991

Nel 1988 uscì la raccolta ufficiale Ramones Mania, segno inequivocabile di una discreta notorietà a livello mondiale; i Ramones non potevano più essere considerati alla stregua di un gruppo punk «che non andrà oltre il primo LP».
Nello stesso periodo si manifestò ancora più intensamente la sbandata di Dee Dee per il rap; i fans temevano che uno dei fondatori potesse uscire dal gruppo; la critica non accolse con favore gli "esperimenti" di Dee Dee e Joey si affrettò a dire che, nonostante le sue digressioni musicali, il bassista fosse impegnatissimo nella composizione delle canzoni per l'LP successivo.
Nel 1989 i Ramones pubblicarono Brain Drain, prodotto da Bill Laswell, noto per aver lavorato con P.I.L., Motörhead e Iggy Pop. L'album uscì in concomitanza con il tour italiano e con la versione italiana del film basato sul romanzo Pet Sematary di Stephen King Cimitero vivente. Dee Dee e Daniel Rey scrissero la canzone trainante del film, l'omonima Pet Sematary, come omaggio allo stile di King, spesso «musicale» secondo il bassista. Lo stesso Daniel Rey era il chitarrista che eseguì il riff di chitarra che caratterizza l'intro del pezzo e che si ripete durante il brano. Secondo il noto DJ newyorkese Howard Stein, grandissimo fan dei Ramones, Pet Sematary risulta essere addirittura fenomenale, la «miglior canzone dell'anno».
Ma alla fine del tour di Brain Drain, nel luglio del 1989, una sciagura si abbatté sul gruppo: Dee Dee decise di abbandonare i Ramones e di iniziare una nuova carriera rap senza di loro, adottando il nome di Dee Dee King. Dee Dee uscì dal gruppo, ma non dalla sfera dei Ramones, dato che in seguito continuò a scrivere canzoni per loro.

L'uscita di scena dello storico bassista colse un po' tutti di sorpresa. Johnny vide l'uscita di Dee Dee come una cosa ormai certa da molto: Dee Dee aveva lasciato la moglie Vera da un mese e questo poteva essere una delle cause. Disse: 
 Relativamente all'uscita di scena di Dee Dee, anche Joey dice la sua: 
Cause a parte, restava sempre un problema di grande importanza: sostituire uno dei pilastri portanti. Dopo numerose audizioni, la scelta cadde su C.J. Ramone (Christopher Joseph Ward). Si trattava di un vero e proprio pezzo mancante di un puzzle, un giovane Dee Dee che se non trovato avrebbe rischiato di mettere a rischio la sopravvivenza musicale dei tre punk-rocker rimasti. C.J. era nei marines e venne chiamato da un amico di un amico di un amico che suonava in una band con il fratello di Johnny Ramone. Venne informato sul fatto che i Ramones stavano facendo delle audizioni alla ricerca di un bassista. Questo amico gli disse di andare a provare. C.J. rispose che non suonava il basso da due anni ma alla fine si convinse a togliere la polvere dal suo basso e ad andare Manhattan alla 25ª strada a provare in studio. Presso lo studio suonò alla presenza degli altri membri dei Ramones I Wanna Be Sedated ed altre canzoni e quelli gli fecero alcune domande. Qualche giorno dopo venne chiamato da Marky Ramone che gli disse d'imparare qualche altra canzone e di tornare a provare in studio. Quando tornò nello studio suonò altre canzoni alla velocità dei concerti live e venne presentato ad altre persone (tra cui Arturo Vega, il creatore del logo della band) per vedere cosa ne pensavano. Da questo momento però C.J. per il corpo dei marines diventò un disertore perché non poteva lasciare il servizio militare senza darne comunicazione ai suoi superiori. Venne così arrestato e dovette trascorrere vari giorni in prigione. Durante una di queste giornate ricevette una telefonata da Johnny Ramone, il quale gli chiese in quanto tempo avrebbe risolto la faccenda. C.J. rispose che avrebbe risolto il tutto in uno o due mesi. Johnny gli disse di "prendersi il suo tempo" e di non cacciarsi più nei guai perché adesso aveva un lavoro.
Nell'autunno del 1990 Dee Dee venne arrestato assieme ad altre venticinque persone durante una retata al Washington Square Park (al Greenwich Village di New York), mentre stava comprando una piccola dose di droga; il New York Post pubblicò una foto dove Dee Dee appariva coperto di tatuaggi. Due settimane dopo, venne pubblicato un altro articolo sul New York Post: quella volta Dee Dee fu sorpreso in un bagno di un night club e fu cacciato fuori. Dopo questi avvenimenti, Joey dichiarò al Boston Phoenix che avrebbe augurato a Dee Dee tutto il bene possibile, ma nessuno lo avrebbe mai più voluto nella band.

### Mondo Bizarro,Acid Eaters(1990 - 1993)

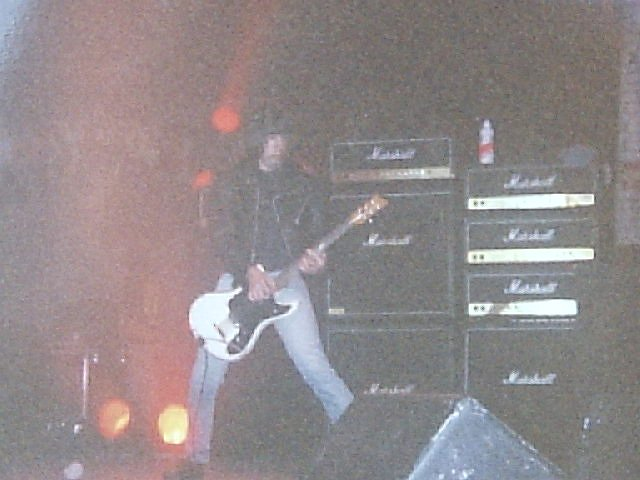
Johnny Ramone a Porto Alegre nel 1991

Nel 1990 uscì il video Lifestyles of the Ramones, che comprendeva tutti i loro video, compresa la versione integrale di Psycotherapy, ed un'intervista curata da George Seminara alla band. Successivamente, uscirono anche le raccolte All the Stuff (And More!) Volume 1 e Volume 2, che raccoglievano i primi quattro LP della band, oltre ad alcune demo e brani live.
La popolarità del gruppo tra i fans era rimasta intatta e molti gruppi, vecchi e nuovi, iniziarono a tributare loro manifestazioni di stima: i Soundgarden chiesero a Johnny di presentarli in una memorabile serata al Madison Square Garden di New York con i Guns N' Roses; i Motörhead dedicarono addirittura ai Ramones una canzone, R.A.M.O.N.E.S..
Nel corso del 1991 fu pubblicato anche il primo dei tantissimi tributi ai Ramones, Gabba Gabba Hey. Sempre nel 1991 uscì il secondo album dal vivo, Loco Live, registrato durante il tour europeo. Come omaggio a Sergio Leone, ad Ennio Morricone ed agli spaghetti-western in generale, il concerto iniziò con Ecstasy of Gold, colonna sonora del film Il buono, il brutto, il cattivo. Loco Live fu pubblicato in una doppia versione, sia per quanto riguarda la veste grafica, sia per quanto riguarda il contenuto; il secondo album dal vivo è anche l'ultimo disco registrato per la Sire; gli LP successivi vennero incisi per la Radioactive Records, che già nel 1992 pubblicò il nuovo album Mondo Bizarro, il primo in studio senza Dee Dee. Da rilevare che C.J. si dilettò anche come cantante in Main Man e Strength to Endure, composte da Dee Dee e da Daniel Rey, i quali scrissero anche quella che è da molti ritenuta come una delle canzoni non-violente più belle ed armoniose del gruppo, Poison Heart, la quale raggiunse la sesta posizione della Alternative Airplay. Al disco parteciparono anche Vernon Reid dei Living Colour e Flo & Eddy, famoso duo americano degli anni sessanta. L'album viene considerato un punto di svolta per la grande carica che si sviluppa nel disco ed attorno al gruppo; la presenza di Dee Dee nel giro si fa sentire ed è eloquente; l'ex bassista aveva ritrovato la salute fisica e la tranquillità, aveva smesso di bere e di fare uso di droga, grazie anche all'aiuto di Marky e di Johnny.
Nel 1992 la rivista musicale "Spin" classificò i Ramones (The Fast Four) al secondo posto assoluto della speciale classifica delle cinquanta migliori rock 'n' roll band di tutti i tempi, secondi solo ai Beatles (The Fab Four), e davanti a Led Zeppelin, Bob Marley e Rolling Stones. Bella è la motivazione della rivista: «il punk esiste a causa della falsa assunzione secondo la quale i Ramones possono essere imitati». Sull'onda di questi riconoscimenti ed attestati di stima, il gruppo iniziò la realizzazione di un'iniziativa che progettava da tempo, vale a dire un intero LP di cover; l'album Acid Eaters uscì nel 1993 con le scelte più disparate: The Who, Bob Dylan, Jefferson Airplane, Rolling Stones, Beach Boys ma ottenne scarse vendite.

### ¡Adios Amigos!, lo scioglimento (1993 - 1996)

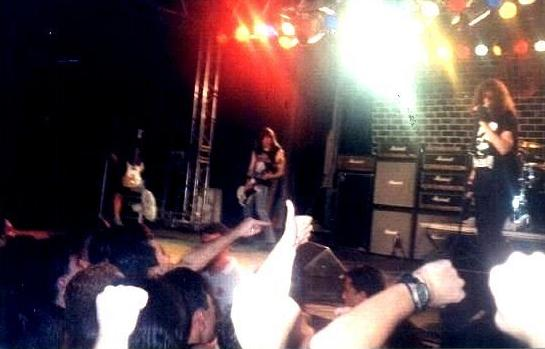
I Ramones in concerto al Mogi Das Cruzes di San Paolo nel 1996

Nel 1993 prese il via l'ennesimo tour mondiale, che portò i Ramones in Messico, in Brasile ed in Argentina, dove ad accoglierli c'erano decine di migliaia di fans che resero stracolmi gli stadi dove suonarono. Ma una voce insistente iniziò a farsi strada, quella dello scioglimento del quartetto.
C.J. Ramone durante un'intervista per il film-documentario End of the Century: The Story of the Ramones ha spiegato il motivo dello scioglimento:
(C.J. Ramone)
Nel 1995 fu pubblicato il nuovo album. Il titolo, ¡Adios Amigos!, non lasciò scampo ai fans. Originariamente non era certo che fosse l'ultimo: l'unico avvenimento che poteva impedirlo era che l'album vendesse molto, cosa che non fece, anche se raggiunse la posizione numero 148 nella Billboard 200.
L'album si apre con una bella versione di I Don't Want to Grow Up di Tom Waits, a cui seguono dodici brani di alto rilievo che fanno impallidire i detrattori dei Fast Four e rendere ancora più amara la loro uscita di scena per le migliaia di fan sparsi per il mondo. Come in altri casi, anche questa volta l'album contiene una piccola "perla"; nella versione per il mercato statunitense è presente, come traccia nascosta alla fine del CD e non menzionata in alcuna parte dell'album, la canzone Spider Man, cover della colonna sonora dell'omonimo cartoon.
Dopo uno storico concerto a Rio de Janeiro dove i Pearl Jam chiesero ed ottennero il permesso di aprire il loro set, una dichiarazione di Johnny fece cadere gli ultimi dubbi:
(Johnny Ramone)
Nel 1996 uscì l'ennesimo live, Greatest Hits Live, contenente anche due tracce registrate in studio, R.A.M.O.N.E.S. dei Motörhead e Any Way You Want It dei Dave Clark Five.
Il 6 agosto 1996 i Ramones tennero il loro ultimo concerto dal vivo, (raggiungendo l'incredibile primato di 2.263 concerti) al Palace di Los Angeles, accompagnati per l'occasione da qualche illustre ospite: Lemmy Kilmister dei Motörhead, Lars Frederiksen e Tim Armstrong dei Rancid, Eddie Vedder dei Pearl Jam, Chris Cornell e Ben Shepherd dei Soundgarden e Dee Dee Ramone.
Subito dopo lo scioglimento, Johnny appese la chitarra al chiodo; Joey si dilettò per un po' come DJ in una stazione radiofonica newyorkese e si concentrò sull'album da solista, Don't Worry About Me, uscito postumo; Marky e C.J. fondarono quattro band diverse: Marky Ramone and the Intruders prima e Marky Ramone & the Speedkings dopo, C.J. fondò i Los Gusanos prima, e i Bad Chopper poi, ma entrambi i progetti non ebbero la stessa solidità dei fast four, da qui la scelta di Marky di girare il mondo, passando anche per l'Italia, come batterista di altre band storiche del punk come i Misfits (con i quali è stato in Italia per ben due volte tra il 2002 e il 2003), i Queers (estate 2007) o anche da solista (2008, 2009 e 2010). Dee Dee invece, insieme allo stesso Marky, formò i The Ramainz, band con cui suonò fino al 2002, anno della sua morte.

### Dopo la separazione (1996 - oggi)

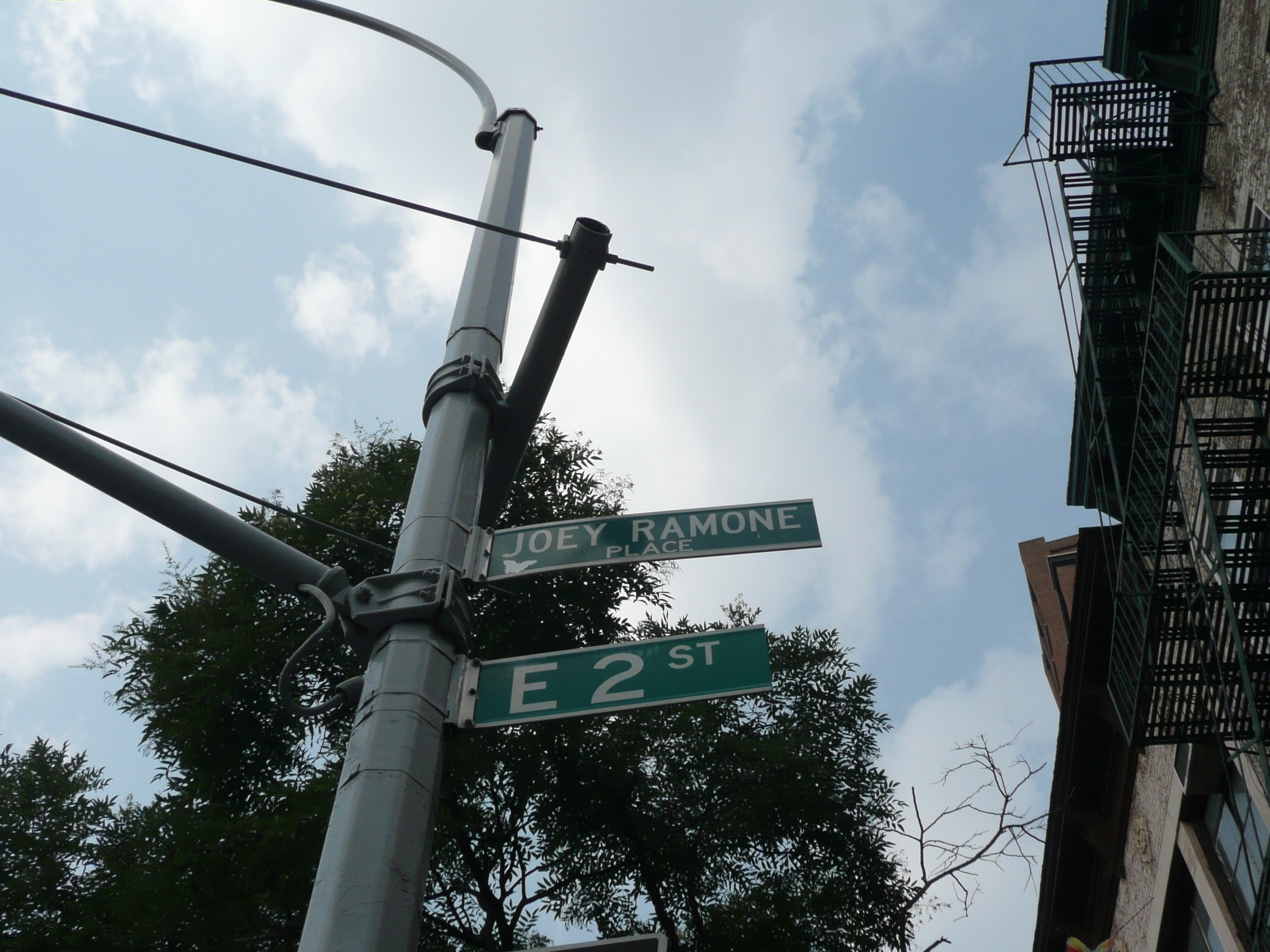
Joey Ramone Place

Durante il 1997 viene pubblicata in VHS la registrazione dell'ultimo concerto, We're Outta Here!, svoltosi al Palace di Los Angeles.
Nel 1998 viene pubblicata una VHS, Ramones - Around the World, in cui sono presenti vari spezzoni di concerti live.
Il 15 aprile 2001 muore Joey Ramone, per un linfoma, ad un mese circa dal suo cinquantesimo compleanno. Il tributo che la città di New York rende ad uno dei suoi artisti più importanti è memorabile. Il 19 maggio 2001, in quello che avrebbe dovuto essere il giorno del suo compleanno, si tiene all'Hammerstein Ballroom il Joey Ramone Birthday Bash, uno show atto a ricordarlo, con la presenza, tra gli altri, di Danny Fields, Richard Hell, Hilly Kristal (proprietario del CBGB's), Allan Arkush (regista del film dove i Ramones sono protagonisti, Rock 'n' Roll High School), Legs McNeil e John Holmstrom (di "Punk"), Cheap Trick, Debbie Harry (Blondie), Damned e di Uncle Floyd.
La partecipazione è massiccia (si è parlato di tremila headbangers). Ma la commozione raggiunge i massimi livelli quando Little Steven legge e commenta un documento del Congresso degli Stati Uniti dove la figura di Joey viene riconosciuta come una delle più importanti icone del rock 'n' roll e dove si proclama il 19 maggio "Joey Ramone Day". L'iniziativa è stata preparata da Gary Ackerman, membro del Congresso degli Stati Uniti d'America e rappresentante del Quinto Distretto di New York. Ackerman ha indicato come Joey sia stato l'ideatore di una rivoluzione musicale e culturale, nonché un pioniere del punk rock. Alla signora Charlotte, madre di Joey, viene donata la bandiera americana, che venne sventolata a Washington il 15 maggio in onore di Joey. All'uscita dall'Hammerstein Ballroom i partecipanti hanno potuto ammirare l'Empire State Building illuminato con i colori della bandiera americana, il più imponente tributo di New York ad uno dei suoi eroi. Ma le celebrazioni in onore di Joey non si esauriscono nel corso del 2001.
 Il 26 gennaio 2002 il New York City Community Board (il Municipio di New York) intitola una piazzetta a Joey: l'angolo tra la East Second Street e Bowery Street nell'East Village, a pochi passi dal leggendario CBGB's, diventa "Joey Ramone Place", proprio vicino al celebre muro contro il quale fu scattata la foto per la copertina del primo album dei Ramones. Le celebrazioni ufficiali si tengono il 30 novembre 2003, alla presenza di Alan Jay Gerson del Primo Distretto di New York e di Margarita Lopez del Secondo Distretto di New York.
A differenza del cantante, Dee Dee ha almeno la soddisfazione di poter vedere i Ramones entrare ufficialmente nella Rock and Roll Hall of Fame il 18 marzo 2002, anche se pochi mesi dopo, il 5 giugno, muore anche lui per overdose di eroina.
Il 12 settembre 2004 si tiene all'Avalon di Los Angeles un concerto tributo alla band per il trentesimo anniversario dalla fondazione (immortalato nel film-documentario Too Tough to Die: a Tribute to Johnny Ramone).
Il 15 settembre 2004 muore, nella sua casa di Los Angeles, Johnny Ramone, a causa di un tumore alla prostata, diagnosticato nel 2000. Personaggio dal carattere molto forte e dal grande senso di autodisciplina, Johnny è stato l'elemento catalizzatore dei Fast Four ed il mediatore tra le diverse personalità a volte molto esuberanti e portate all'autodistruzione.
Il 28 settembre 2004 viene pubblicato il DVD Ramones: Raw che comprende svariati video di concerti live, presi dalla libreria personale di Marky Ramone.
Il 14 gennaio 2005, nel corso di una cerimonia al Santa Monica Blvd di Hollywood alla quale hanno partecipato diverse star, viene scoperto un cenotafio dedicato a Johnny. Il cenotafio si trova all'Hollywood Forever Cemetery, a Los Angeles, vicino a quello eretto in onore di Dee Dee. La moglie di Johnny, Linda Cummings, presiede la cerimonia durata un paio d'ore ed alla quale partecipano C.J. Ramone, Tommy Ramone e molti amici del defunto chitarrista, come Eddie Vedder dei Pearl Jam, Rob Zombie, Vincent Gallo, John Frusciante e Nicolas Cage. Il cenotafio, realizzato dall'artista Wayne Toth, mostra Johnny mentre suona la sua Mosrite e riporta le seguenti parole:
(Johnny Ramone)
Nicolas Cage, presente anche lui alla cerimonia, disse:
(Nicolas Cage)
Il 15 marzo 2005 è stato pubblicato su DVD il film-documentario End of the Century: The Story of the Ramones del 2003, il quale ripercorre buona parte della storia della band.

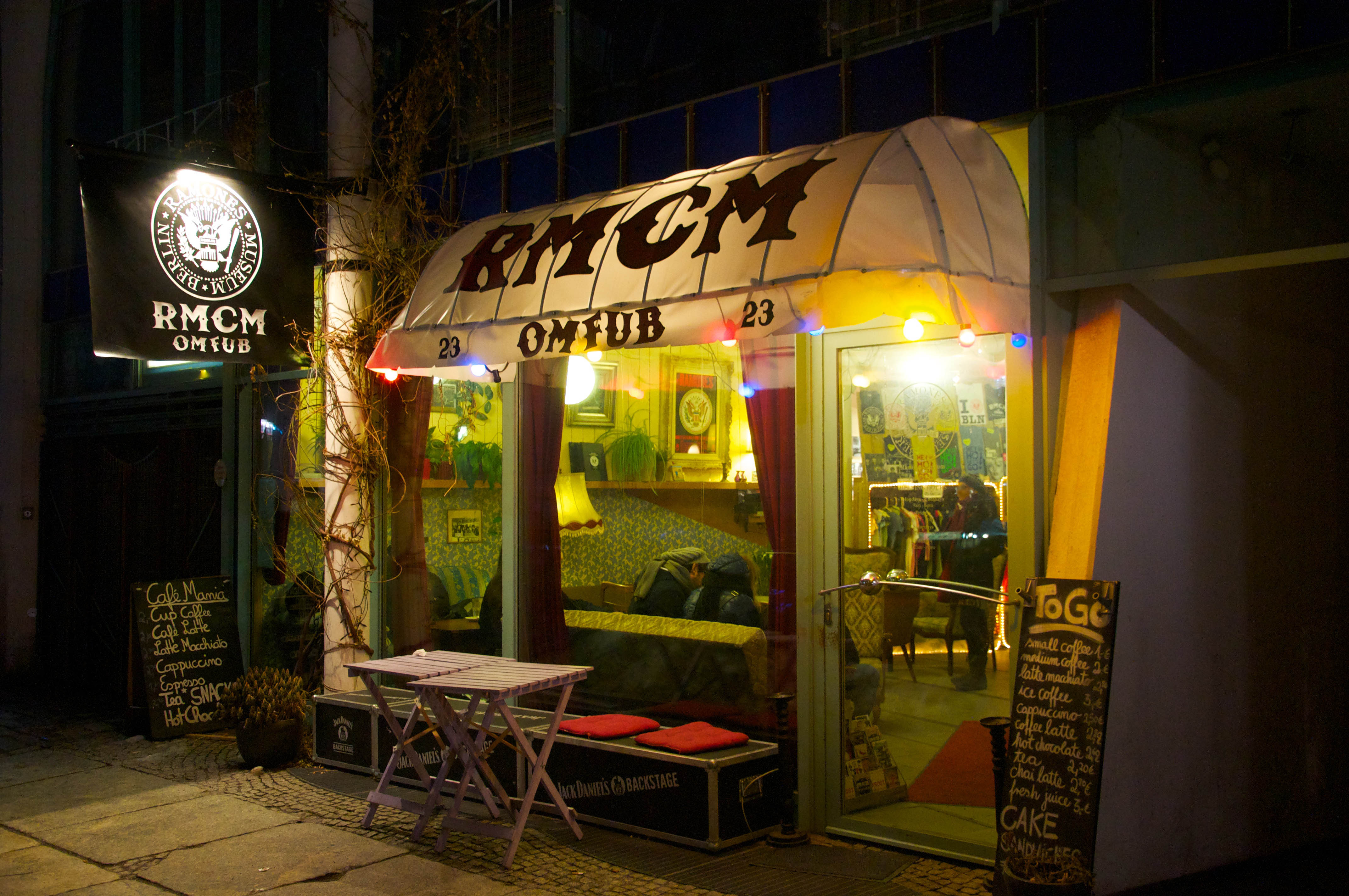
Il museo sui Ramones a Berlino

Nel 2006 viene rimasterizzata la versione VHS di We're Outta Here! in DVD.
Il 2 ottobre 2007 viene pubblicato dalla Rhino Records il doppio DVD live It's Alive 1974-1996 che comprende oltre 100 tracce live della band durante tutta la carriera.
È presente anche qualche brano del concerto che si è tenuto a Londra al Rainbow Theatre il 31 dicembre 1977, meglio conosciuto come quello in cui si è registrato l'album live It's Alive, considerato uno dei migliori album live della storia della musica.
C.J. Ramone, con la sua band, i Bad Chopper, e con l'aiuto del produttore Daniel Rey, ha pubblicato un album omonimo il 1º novembre 2007.
Sempre nel 2007, la band entra nella Long Island Music Hall of Fame, ottenendo il Long Island Sound Award. Quattro anni dopo, nel febbraio 2011, hanno ricevuto un Grammy Award alla carriera.
L'11 luglio 2014, Tommy Ramone, batterista della formazione originaria, è morto nella sua casa del Queens, all'età di 62 anni, per una neoplasia maligna dell'albero biliare.

## Formazione

### Originaria
- Joey Ramone (1951-2001) (Jeffrey Ross Hyman) - voce (1974-1996)
- Johnny Ramone (1948-2004) (John Cummings) - chitarra (1974-1996)
- Dee Dee Ramone (1951-2002) (Douglas Glenn Colvin) - basso e voce d'accompagnamento (1974-1989)
- Tommy Ramone (1952-2014) (Tamás Erdélyi) - batteria (1974-1978)

### Altri componenti
- Marky Ramone (1956) (Marc Steven Bell): batteria (1978-1984, 1987-1996)
- Richie Ramone (1957) (Richard Reinhardt): batteria e voce d'accompagnamento (1984-1987)
- Elvis Ramone (1955-2025) (Clem Burke): batteria (1987)
- C.J. Ramone (1965) (Christopher Joseph Ward): basso e voce d'accompagnamento (1989-1996)

## Discografia

### Album in studio
- 1976 - Ramones
- 1977 - Leave Home
- 1977 - Rocket to Russia
- 1978 - Road to Ruin
- 1980 - End of the Century
- 1981 - Pleasant Dreams
- 1983 - Subterranean Jungle
- 1984 - Too Tough to Die
- 1986 - Animal Boy
- 1987 - Halfway to Sanity
- 1989 - Brain Drain
- 1992 - Mondo Bizarro
- 1993 - Acid Eaters
- 1995 - ¡Adios Amigos!

## Videografia
- 1979 - Il liceo del rock 'n' roll (Rock 'n' Roll High School)
- 1990 - Lifestyles of the Ramones
- 1997 - We're Outta Here!
- 1998 - Ramones - Around the World[137][138]
- 2003 - End of the Century: The Story of the Ramones
- 2004 - Ramones: Raw
- 2006 - Too Tough to Die: a Tribute to Johnny Ramone[153]
- 2007 - It's Alive 1974-1996

## Influenze

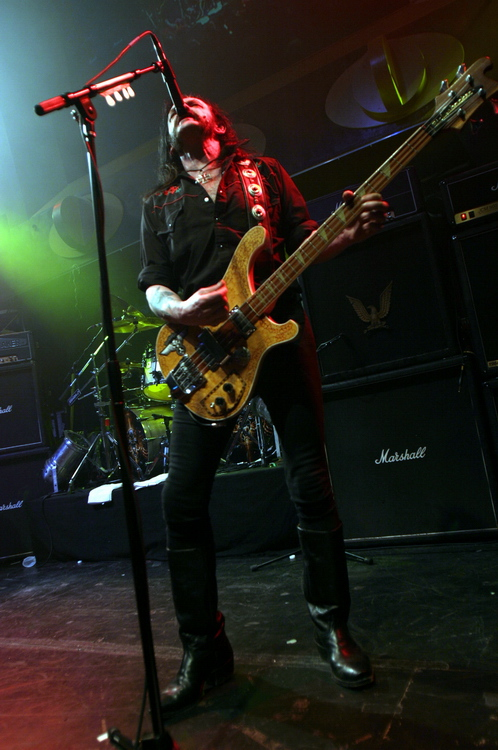
Lemmy Kilmister dei Motörhead, autore della canzone R.A.M.O.N.E.S., omaggio al gruppo.

Nel 1997 a quattro specie di trilobiti vennero dati nomi ispirati ai membri della band: Mackenziurus johnnyi, M. joeyi, M. deedeei e M. ceejayi.
Durante il primo concerto della band in Inghilterra il 4 luglio 1976, i Ramones incontrarono dei fans che facevano musica: erano dei membri dei Sex Pistols e dei Clash. Durante quest'incontro Paul Simonon disse che i Clash non avevano ancora fatto nessun concerto perché non si sentivano abbastanza bravi.
Johnny Ramone gli rispose: 
(Johnny Ramone)
Dopo due giorni i Clash tennero il loro primo concerto.
Sempre durante quel concerto, i Damned erano presenti e da lì a due giorni tennero anche loro il loro primo concerto.
Oltre ai Clash ed i Damned si pensa che i Ramones abbiano ispirato anche altre band della prima ondata di gruppi punk inglesi come i Sex Pistols, i Buzzcocks, i Pretenders ed altri ancora.
Invece, i primi concerti della band in California hanno ispirato il primo punk californiano, influenzando band come Black Flag, Descendents, The Germs, i Dead Kennedys, i Bad Religion, ed i Social Distortion.

Per Stephen Thomas Erlewine di All Music Guide
(Stephen Thomas Erlewine)
Danny Fields, il primo tour manager, in un'intervista per il film-documentario End of the Century: The Story of the Ramones, ha spiegato perché i Ramones hanno influenzato così tanti gruppi:
(Danny Fields)
Varie band spesso si vestono come i Ramones e propongono delle loro cover. Tra queste vanno citate gli Screeching Weasel ed i The Queers.
Nel 2004 si è svolto all'Avalon di Los Angeles un concerto tributo alla band (immortalato nel film-documentario Too Tough to Die: a Tribute to Johnny Ramone) per il trentesimo anniversario della fondazione del gruppo.
Sul palco si sono succeduti nomi molto importanti del punk tra cui Henry Rollins dei Black Flag, Steve Jones dei Sex Pistols, Tim Armstrong dei Rancid, Brett Gurewitz dei Bad Religion ed altri ancora.

## Altri riferimenti, influenze e tributi
- Billie Joe Armstrong ha dichiarato che probabilmente senza i Ramones i Green Day non sarebbero neanche esistiti ed ha chiamato suo figlio Joey in onore di Joey Ramone[170].
- Tré Cool dei Green Day ha chiamato sua figlia Ramona sempre in onore a Joey, suo idolo[171].
- Nel 2003 è stata creata una compilation tributo ai Ramones, We're a Happy Family - A Tribute to Ramones, composta da vari artisti tra cui Metallica, The Offspring, Rancid, Red Hot Chili Peppers e KISS[172].
- Lemmy Kilmister, per i suoi Motörhead, ha scritto una canzone dal titolo R.A.M.O.N.E.S. (contenuta nell'album 1916), per omaggiare[124] il gruppo punk. Il brano è stato nuovamente registrato per apparire come bonus track nell'album della band, Kiss of Death (2006).
- La canzone dei The Human League Things That Dreams are Made Of (dall'album del 1981 Dare) riporta nel testo i nomi Johnny, Joey, Dee Dee.
- Jello Biafra ha intitolato una traccia di un suo album Joey Ramone[173].
- Lo spiazzo alle spalle del CBGB è stato intitolato a Joey Ramone dopo la sua morte[174].
- Lo show di animazione Maledetti scarafaggi include un trio di scarafaggi dai nome "Joey", "Marky" e "Dee Dee"[175].
- Il sito web HomestarRunner.com contiene un personaggio vestito come i Ramones nel cartoon The House That Gave Sucky Treats.
- Corin Tucker, cantante e chitarrista del gruppo Sleater-Kinney ha scritto una canzone intitolata I Wanna Be Your Joey Ramone[176].
- La band street punk Casualties ha dedicato la canzone Made in N.Y.C a Joey Ramone e in generale ai Ramones[177], nel ritornello infatti vengono citati due delle frasi simbolo legate ai Ramones quali Gabba Gabba Hey e Hey ho! Let's go!, vengono inoltre citate canzoni come Blitzkrieg Bop e Teenage Lobotomy, oltre che ad altri chiari riferimenti alla band.
- La band svedese Psychopunch ha dedicato la canzone Here Today dell'album Pleasure Kill ai Ramones ed in particolare a Joey e Dee Dee.
- Il gruppo argentino degli Attaque 77 si è formato proprio grazie all'influenza che i Ramones hanno avuto su alcuni giovani di Buenos Aires
- Il gruppo punk olandese de Heideroosjes nell'album del 1998 Smile...you're dying ha inciso un pezzo dal titolo Ode to the Ramones[178]
- Nel documentario "Bowling a Columbine" (2002) di Michael Moore, è stata inserita nei titoli di coda la celebre canzone What a Wonderful World di Louis Armstrong, interpretata da Joey Ramone[179] e contenuta nel suo album solista Don't Worry About Me, uscito dopo la sua morte nello stesso anno del documentario. In questo pezzo suona anche Marky Ramone.
- I Bad Brains hanno preso il loro nome da una canzone dei Ramones[180].
- Il logo dei Ramones, creato da Arturo Vega[26], deriva dal Sigillo Ufficiale del Presidente degli Stati Uniti con alcune modifiche: un ramo di melo al posto dell'ulivo e con l'aquila che stringe al posto delle frecce del Sigillo una mazza da baseball[26]. Inoltre originariamente sul rotolo dell'aquila era presente Look out below, ma poi il messaggio fu sostituito con Hey, ho! Let's Go![26].
- Un membro precedente, Ritchie (seconda chitarra), lasciò il gruppo prima della prima incisione (nessun legame con il batterista Richie Ramone). In un disegno all'interno del libretto dell'album Rocket to Russia si legge, su una lapide, "Here lies Ritchie Ramone", ovvero "Qui giace Ritchie Ramone".
- A Berlino è stato aperto un museo dedicato ai Ramones[181]. Ha avuto un inizio travagliato, dovuto ad una localizzazione non ottimale, la quale ha portato alla difficile decisione di chiudere il museo per svariati mesi. Nei primi giorni di ottobre del 2008, è stato riaperto, ed adesso si trova vicino ad Alexanderplatz[182]
- Agli Mtv Awards 2001, a pochi giorni dalla morte di Joey, Bono dichiarò: «Without the Ramones many bands have never got started, certainly us» («Senza i Ramones molte band non sarebbero mai nate, [tra queste] sicuramente noi»)[183].
- La Converse ha creato un modello di All Stars dedicate alla band[184].
- I Ramones compaiono nella puntata "L'orsetto del cuore" della quinta stagione de I Simpson quando vengono ingaggiati per suonare al compleanno di Montgomery Burns. Suonano Happy Birthday e concludono dicendo: "Vai all'inferno vecchio bastardo!". Questo terrorizza il signor Burns che subito dopo ordina a Smithers di ucciderli, ma li chiama in maniera errata dicendo "fa uccidere i Rolling Stones".
- Anche il brand di sneakers Vans ha creato una edizione speciale di slip-on dedicate a Johnny Ramone[185].
- Nell'album degli U2 Songs of Innocence è presente un brano tributo a Joey Ramone, The Miracle (of Joey Ramone)[186].
- In Spongebob nel episodio Randomland della Stagione 12 Mentre Spongebob e squiddi inseguono Mr Krab si Vedono Dei Dinosauri con il corpo della band.